# Берні Сандерс у рукавичках
Рукавиці Берні Сандерса — інтернет-мем, пов'язаний з вірусною фотографією Берні Сандерса, сенатора США від штату Вермонт і колишнього кандидата в президенти, що сидить під час інавгурації Джо Байдена в медичній масці і кумедних рукавичках. Зображення надихнуло користувачів на створення змінених версій, в яких Сандерс був поміщений в історичні фотографії та інші гумористичні контексти. Популярність мема призвела до зростання популярності Сандерса та попиту на рукавиці.

## Історія
Коли 20 січня 2021 року відбулася інавгурація Джо Байдена, фотограф агентства Франс-Прес Брендан Сміаловскі (англ. Brendan Smialowski) зробив фотографію сенатора від штату Вермонт та колишнього кандидата у президенти Берні Сандерса. На ній політика зображено в масці, що сидить на складному стільці окремо від інших учасників церемонії. На ньому зимовий одяг, особливо помітна пара великих хутряних рукавичок, які були зроблені вчителькою початкової школи з Вермонта Джен Елліс (Jen Ellis). Фотографія стала популярним інтернет-мемом.

## Меми та мерчандайзинг
Фотографія спровокувала появу безлічі відредагованих версій, в яких Сандерс був поміщений у різні популярні та історичні фотографії, подібно до того, як це було зроблено в мемі «Хлопець-турист», включаючи сцени з «Бетмена», «Зоряного шляху» та «Світу Вейна». Був створений веб-сайт, що дозволяє помістити фотографію Сандерса на будь-яку фотографію Google Street View.  Згодом було випущено товари з використанням цієї фотографії, включаючи тарілки, футболки, наклейки та келихи для вина. Сандерс добродушно відреагував на мем та його різні похідні і вирішив продавати толстовки з фотографією, щоб зібрати гроші на благодійність; виручка склала не менше 1,8 мільйона доларів.
В результаті мема Джен Елліс отримала тисячі запитів на рукавиці; хоча вона перестала регулярно робити їх, вона скористалася громадським резонансом і зробила три пари, які були виставлені на аукціон для благодійності та фонду коледжу її дочки. Елліс співпрацювала з компанією Darn Tough Socks, щоб випустити серію шкарпеток з тим же візерунком, що і рукавиці, доходи від яких підуть у продовольчі банки у Вермонті. Журналістка Кейт Атерлі (Kate Atherley), що висвітлює в'язання, вітала інтерес до рукавичок, викликаний мемом, і в статті в The Guardian докладно описала, як створити схожу пару рукавичок. Куртка Burton Snowboards, яку носив Сандерс, також стала популярнішою, що призвело до того, що компанія пожертвувала 50 таких рукавичок Департаменту у справах дітей та сімей Берлінгтона.